# Elisabeth Svärdström
Elisabeth Svärdström (geboren als Emelie Anna Elisabet von Holst am 22. August 1909 in Kungsholmen; gestorben am 22. Dezember 2007 in Bromma) war eine schwedische Runologin und Pionierin der schwedischen Mittelalterrunologie.

## Leben und Wirken
Ihre Eltern waren Hans Vilhelm von Holst und Anna Maria Elisabet von Holst (geborene Källström).
1930 schloss sie ihr Studium der Fächer Nordische Sprachen, Nordische und vergleichende Altertumswissenschaften, Klassische Altertumswissenschaften und Antike Geschichte mit dem kandidatexamen (einem Bachelorabschluss entsprechend) ab. Im folgenden Jahr begann sie, bei Statens historiska museum und Riksantikvarieämbetet zu arbeiten und half unter anderem bei der Herausgabe von Upplands runinskrifter. Ausgehend von dieser Arbeit befasste sie sich näher mit dem Werk von Johannes Bureus, über das sie auch ihre 1936 veröffentlichte Lizenziatabhandlung schrieb.
Nach dem Tod Hugo Jungners 1940 wurde Elisabeth Svärdström mit der Herausgabe des Bandes Västergötlands runinskrifter in der Reihe Sveriges runinskrifter beauftragt, den dieser in den 1930er Jahren vorbereitet, aber erst zwei Faszikel veröffentlicht hatte. Die übrigen drei der insgesamt fünf Faszikeln von Västergotlands runinskrifter wurden 1958 und 1970 veröffentlicht. Mit dieser Arbeit war Elisabeth Svärdström unter anderem deshalb so lange beschäftigt, da es sich nicht lediglich um eine Manuskriptüberarbeitung handelte, sondern auch Feldforschung und das Verfassen eines Einführungstextes erforderlich waren, und weil sie fast durchgehend nur in Teilzeit angestellt war. Ab 1967 publizierte sie auch jährlich die Neufunde von Runen. Bei den 1960 begonnenen Ausgrabungen in Lödöse, aber auch in anderen mittelalterlichen Städten wurden zahlreiche Runeninschriften auf losen Gegenständen gefunden, die in alltäglichen Zusammenhängen entstanden waren und eine ganz andere Kategorie als die wikingerzeitlichen Runensteine bildeten. Durch die Arbeit mit diesen Runeninschriften begründete Elisabeth Svärdström die schwedische Mittelalterrunologie (medeltidsrunologi), also die Erforschung schwedischer Runen aus dem Mittelalter, der sie auch einen Artikel widmete.
1975 trat sie in den Ruhestand, vollendete aber noch die Herausgabe des zweiten Teils von Gotlands runinskrifter, der 1978 erschien und für den sie alleine zuständig war.
Elisabeth Svärdström wurde am 25. Mai 2008 auf dem Friedhof von Almunge (Gemeinde Uppsala) begraben.

## Veröffentlichungen

### Monographien
- Johannes Bureus’ arbeten om svenska runinskrifter. Wahlström & Widstrand, Stockholm 1936 (schwedisch).
- Runskålen från Hykie (= Filologiskt arkiv. Band 7). Almqvist & Wiksell, Stockholm 1959 (schwedisch).
- Kalenderstickan från Lödöse (= Antikvariskt arkiv. Band 21). Stockholm 1963 (schwedisch).
- Nyköpingsstaven och de medeltida kalenderrunorna (= Antikvariskt arkiv. Band 29). Stockholm 1966 (schwedisch).
- Runfynden från Gamla Lödöse (= Lödöse, västsvensk medeltidsstad. IV: Medeltida stadsmiljö i Lödösefynden. Band 5). Stockholm 1982 (schwedisch).

### Herausgeberschaften
- mit Hugo Jungner (Hrsg.): Västergötlands runinskrifter (= Sveriges runinskrifter. Band 5). Stockholm 1970 (schwedisch, online).
- Elisabeth Svärdström (Hrsg.): Gotlands runinskrifter. Del 2 (= Sveriges runinskrifter. Band 12). Stockholm 1978 (schwedisch, online).

### Artikel (Auswahl)
- Runstensbilder i Rostocks universitetsbibliotek. In: Fornvännen. Band 34, 1939, S. 314–315 (schwedisch, online).
- Hemsjö-funtens runinskrift. In: Fornvännen. Band 57, 1962, S. 102–111 (schwedisch, online).
- Birgitta i Rådene. In: Fornvännen. Band 58, 1963, S. 246–263 (schwedisch, online).
- En skål för “goda, sköna och söta flötor”. In: Fataburen. Nordiska museets och Skansens årsbok. 1964, S. 215–218 (schwedisch, deutsch, PDF).
- Erik Tunnbindares tolk: ett runristat måttverktyg från Lödöse. In: Fornvännen. Band 59, 1964, S. 115–130 (schwedisch, online).
- Medeltida måttolkar: ett nytt belägg. In: Fornvännen. Band 60, 1965, S. 80–82 (schwedisch, online).
- Två runristade knivar från Nyköping. In: Fornvännen. Band 60, 1965, S. 133–140 (schwedisch, online).
- Besman och tillbehör från Lödöse. In: Fornvännen. Band 61, 1966, S. 173–178 (schwedisch, online).
- Högstenableckets rungalder. In: Fornvännen. Band 62, 1967, S. 12–21 (schwedisch, online).
- Runfynd 1966. In: Fornvännen. Band 62, 1967, S. 261–265 (schwedisch, online).
- Runfynd 1967. In: Fornvännen. Band 63, 1968, S. 275–288 (schwedisch, online).
- Runfynd 1968. In: Fornvännen. Band 64, 1969, S. 297–306 (schwedisch, online).
- Runstensfyndet i Kullerstads bogardsmur. In: Östergötland. Meddelanden fran Östergötlands och Linköpings Stads Museum. Linköping 1969, S. 37–45 (schwedisch).
- Der Runenring von Pietroassa, ein à-propos. In: Ulf Erik Hagberg (Hrsg.): Studia Gotica. Die eisenzeitlichen Verbindungen zwischen Schweden und Südosteuropa (= Kungliga Vitterhets, Historie och Antikvitets Akademiens handlingar. Antikvariska serien. Band 25). 1970, S. 117–119.
- Ett skrivdon med runinskrift från Lödöse. In: Fornvännen. Band 65, 1970, S. 81–89 (schwedisch, online).
- Runfynd 1969. In: Fornvännen. Band 65, 1970, S. 301–313 (schwedisch, online).
- Runorna i Hagia Sofia. In: Fornvännen. Band 65, 1970, S. 247–249 (schwedisch, online).
- Elisabeth Svärdström und Helmer Gustavson: Runfynd 1970. In: Fornvännen. Band 66, 1971, S. 202–214 (schwedisch, online).
- Tre föremål från Lödöse med runinskrifter på latin. In: Fornvännen. Band 66, 1971, S. 255–269 (schwedisch, online).
- Lödöserunor som talar och täljer. In: Fornvännen. Band 67, 1972, S. 94–107 (schwedisch, online).
- Elisabeth Svärdström und Helmer Gustavson: Runfynd 1971. In: Fornvännen. Band 67, 1972, S. 254–277 (schwedisch, online).
- Svensk medeltidsrunologi. In: Rig. Band 55, Nr. 3, 1972, S. 77–97 (schwedisch, deutsch, PDF).
- “Mustaschmästarens” runsignatur i Torps kyrka. In: Fornvännen. Band 68, 1973, S. 13–19 (schwedisch, online).
- Elisabeth Svärdström und Helmer Gustavson: Runfynd 1972. In: Fornvännen. Band 68, 1973, S. 185–203 (schwedisch, online).
- Lödöserunor om kärlek och vänskap. In: Fornvännen. Band 69, 1974, S. 35–40 (schwedisch, online).
- Elisabeth Svärdström und Helmer Gustavson: Runfynd 1973. In: Fornvännen. Band 69, 1974, S. 208–215 (schwedisch, online).
- Elisabeth Svärdström und Helmer Gustavson: Runfynd 1974. In: Fornvännen. Band 70, 1975, S. 166–167 (schwedisch, online).